# Spitzen
Spitzen ist eine Ortschaft bei Hirzel in der Gemeinde Horgen, Kanton Zürich, Schweiz.

## Lage
Der Ort befindet sich zwischen der Schlieregg und der Sihl an der Grenze zum Kanton Zug. Er ist nördlich von Hirzel, südlich von Schönenberg ZH durch Strassen erschlossen. Unterhalb von Spitzen befindet sich der wildromantische Sihlsprung, eine enge Stelle des Sihlgrabens, die von markanten Nagelfluhfelsen geprägt ist.

## Geschichte
Spitzen gehörte im Mittelalter und in der Frühen Neuzeit zur Herrschaft Wädenswil. Ursprünglich waren die Spitzemer auch nach Wädenswil kirchgenössig. Nach dem Bau der Kirche Hirzel 1617 pflegten sie jedoch dort zur Kirche zu gehen, obschon die politische Zugehörigkeit zu Wädenswil weiter bestand. Klar definiert waren aber weder die politische, noch die kirchliche Zugehörigkeit. So musste 1784 eine Vereinbarung geschlossen werden, wonach die Kirchgemeinde Wädenswil für die Armenversorgung zuständig war. Die Regierung der Helvetischen Republik schlug die Ortschaft 1799 nach gewohnheitsrechtlichen Kriterien der Gemeinde Hirzel zu. Die Spitzemer protestierten dagegen mit dem Hinweis, sie seien zwar Kirchgenossen im Hirzel, hätten ihre Kirchensteuern aber stets nach Wädenswil entrichtet. Deshalb verblieb Spitzen vorerst bei Wädenswil, bis auf Betreiben der Gemeinde Wädenswil der Zürcher Kantonsrat 1878 eine Ausgemeindung des damals 238 Einwohner umfassenden Ortsteils verfügte, und Spitzen dem Hirzel zuschlug. Seit der Gemeindefusion 2018 gehört der Ort politisch und kirchlich zu Horgen.
Die ehemaligen Spreuermühle (im Lokalidiom Sprüümüli) ist seit 1408 bezeugt. Der heute als Restaurant dienende Fachwerkbau wurde 1623 errichtet, die Nebengebäude teils in den 1830er-Jahren im klassizistischen Stil zur Einrichtung einer Baumwollspinnerei.
Ursprünglich bestand Spitzen vor allem aus verstreuten Höfen. Erst im 20. Jahrhundert bildete sich ein Ortskern mit Einfamilienhäusern heraus.

## Wirtschaft
Spitzen ist nach wie vor landwirtschaftlich geprägt.  Auf dem Gebiet von Spitzen liegt ein Teil des Golfplatzes Schönenberg.
Die Milchproduktefabrik Hirz, gegründet 1868, war lange der grösste Arbeitgeber in Spitzen. 2003 wurde sie vom Lebensmittelkonzern Nestlé übernommen, der die Marke zwar weiterführt, den Betrieb in Spitzen jedoch einstellte.

## Galerie

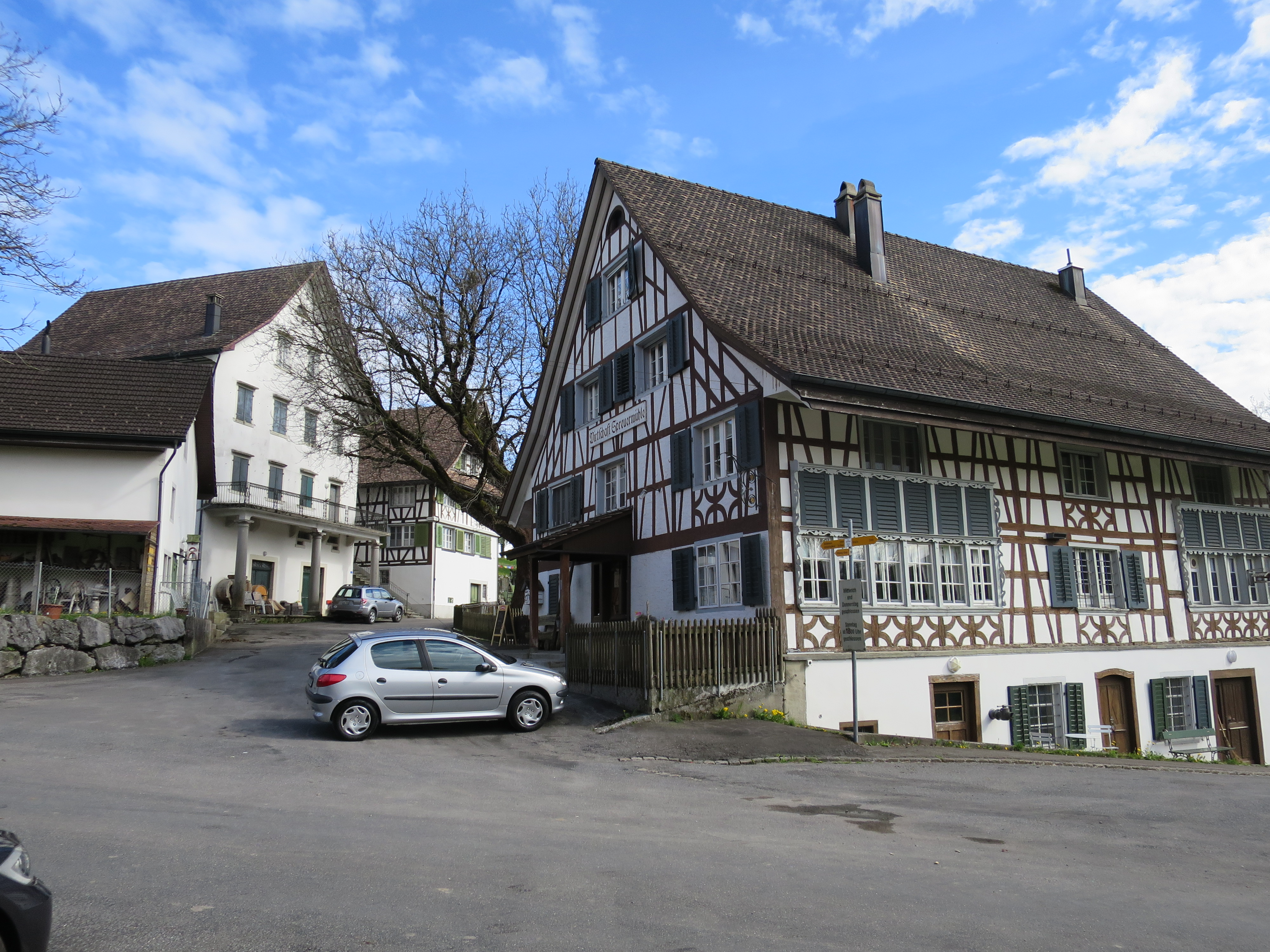
Die Spreuermühle von 1623 mit Nebengebäuden
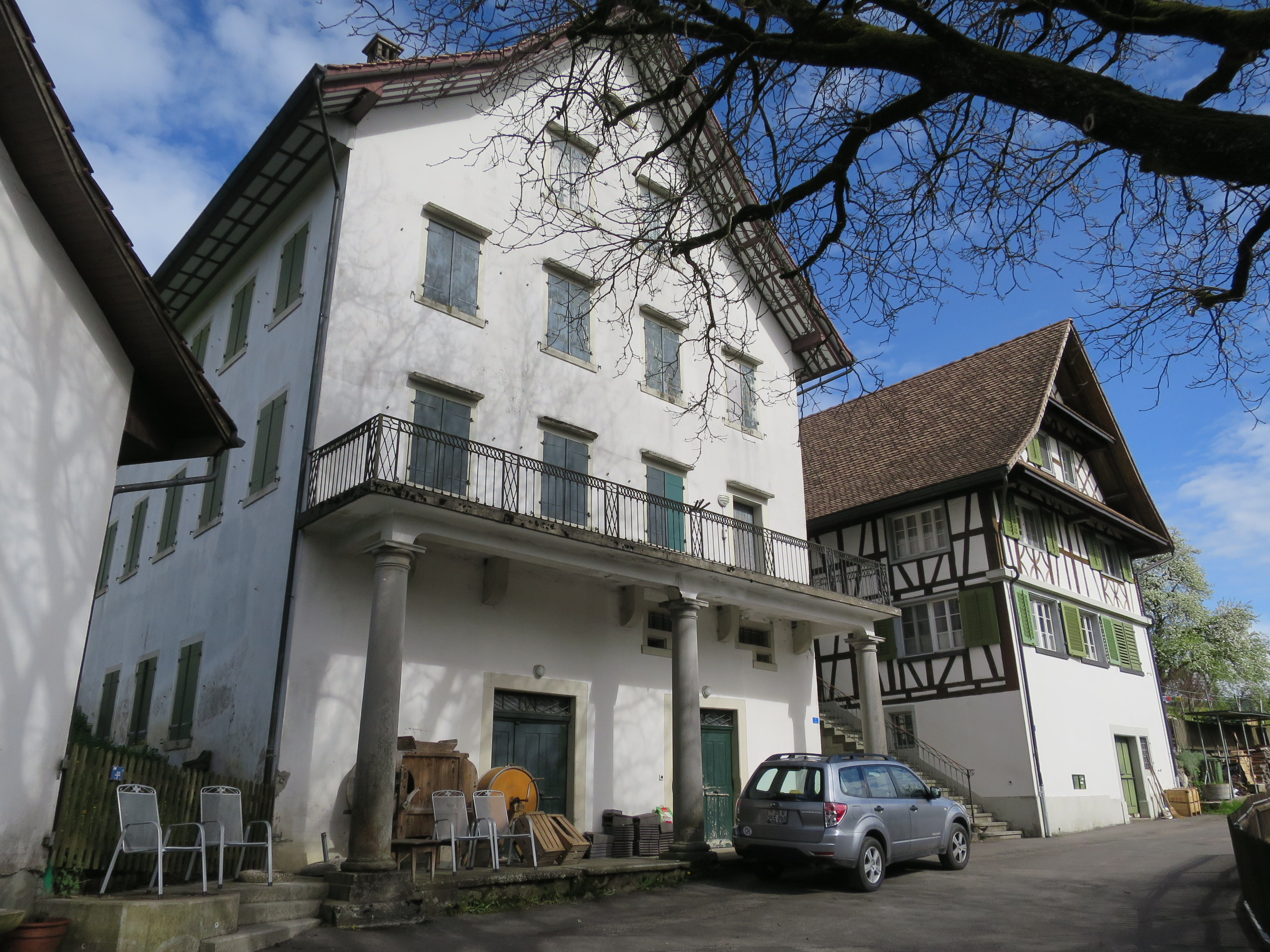
Nebengebäude der Spreuermühle aus den 1830er-Jahren
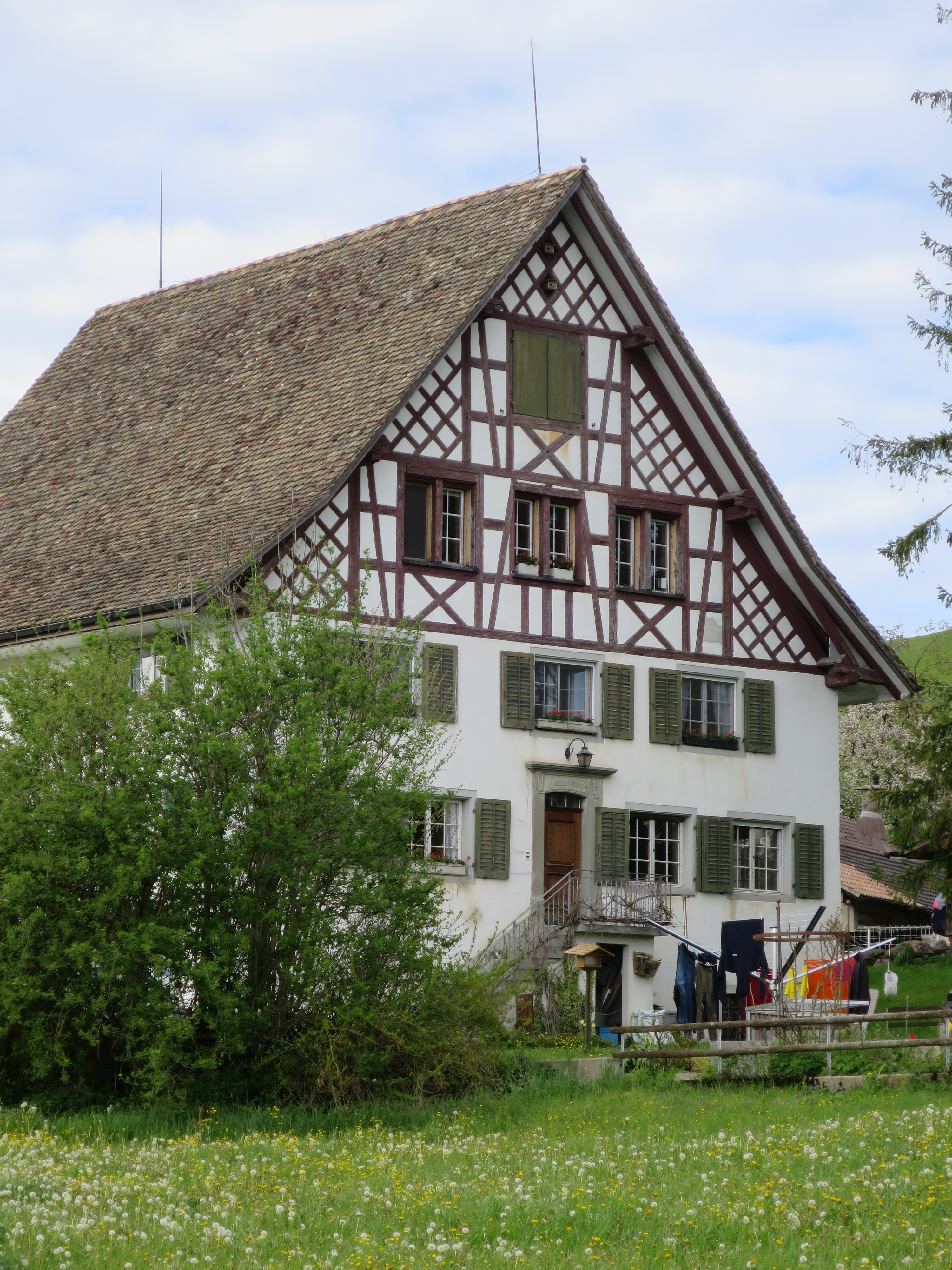
Wohnhaus im Hof Gumpi aus der Barockzeit
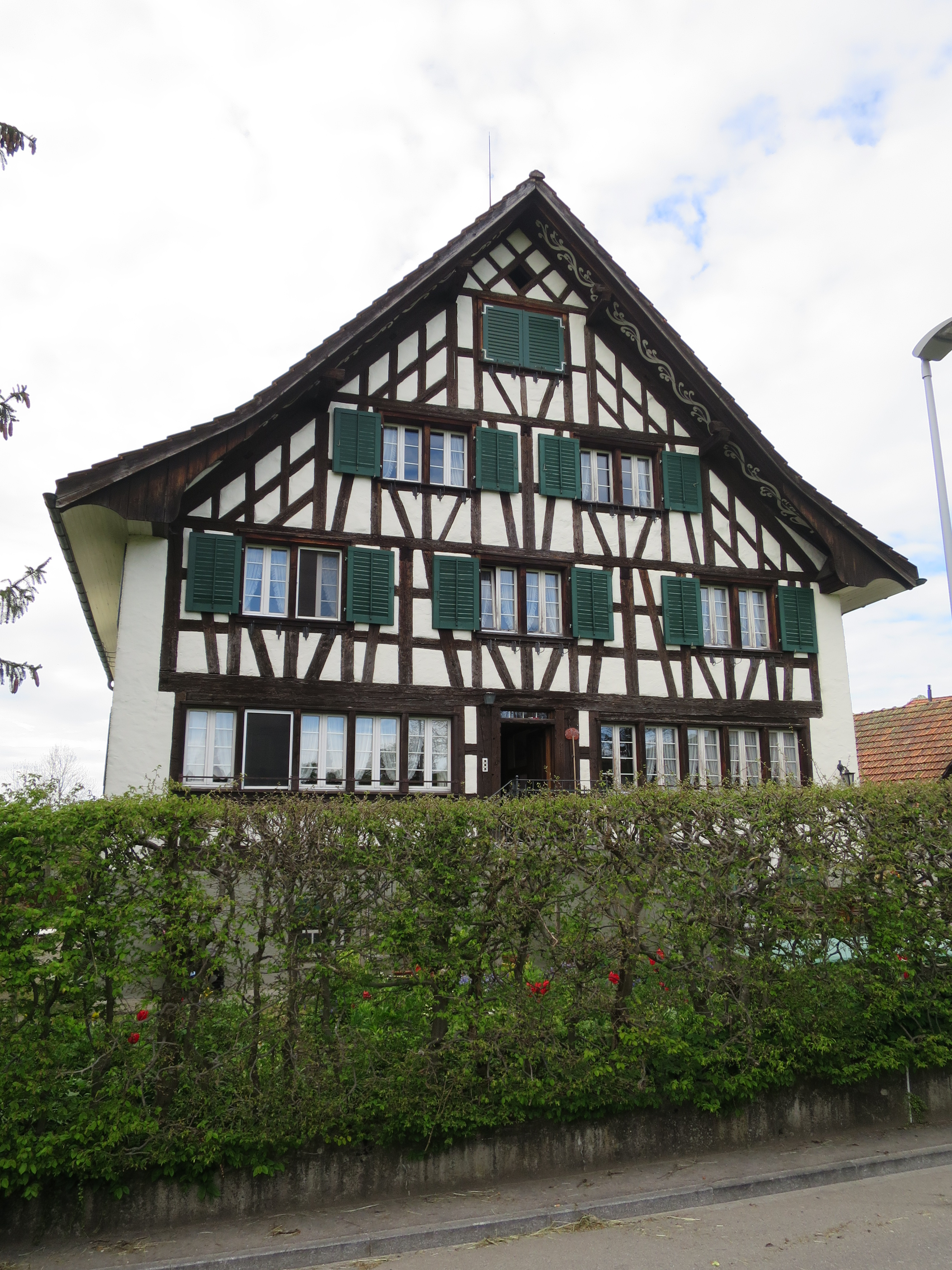
Fachwerkhaus im Dorfzentrum
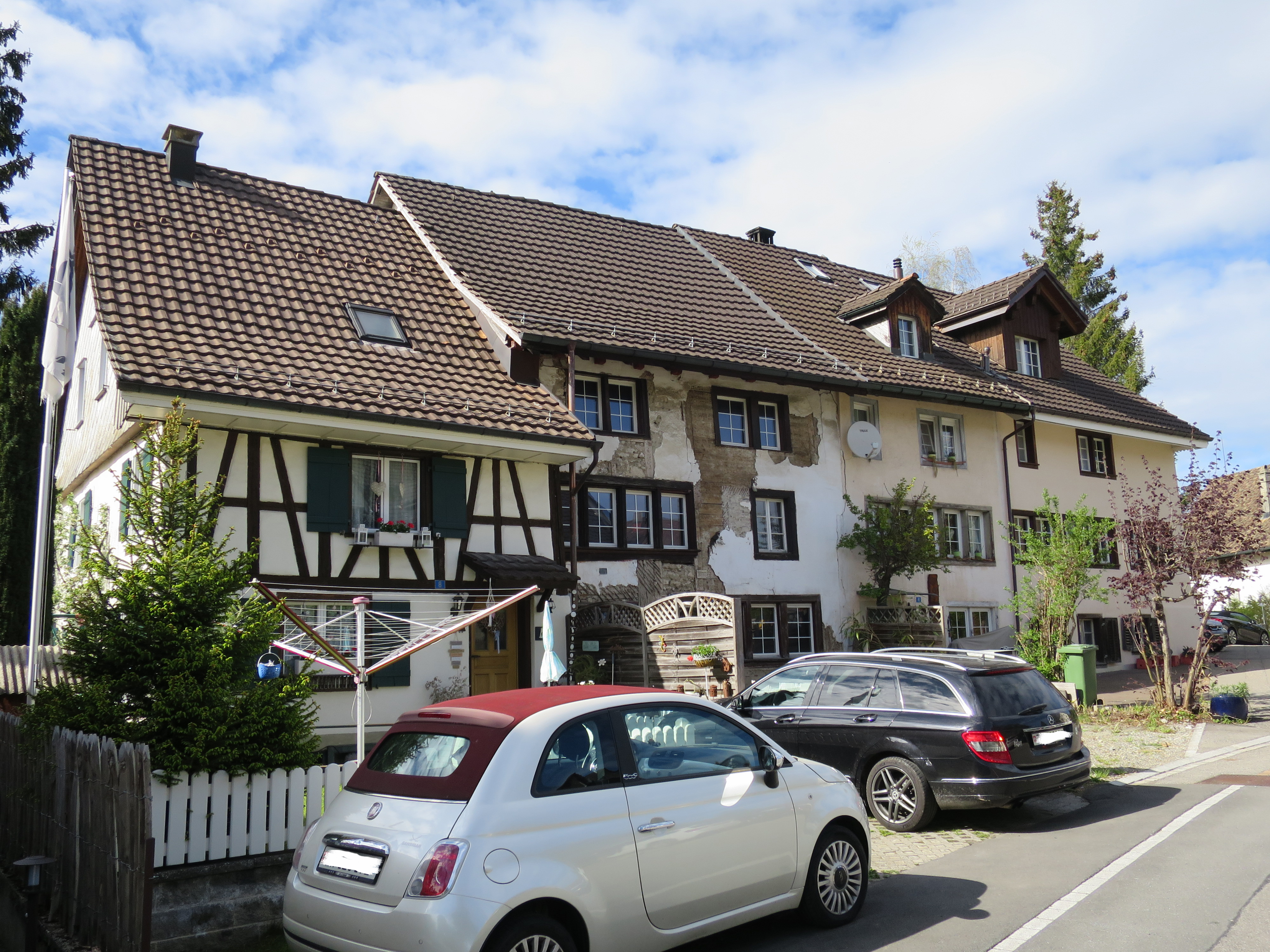
Hauszeile am Dorfplatz
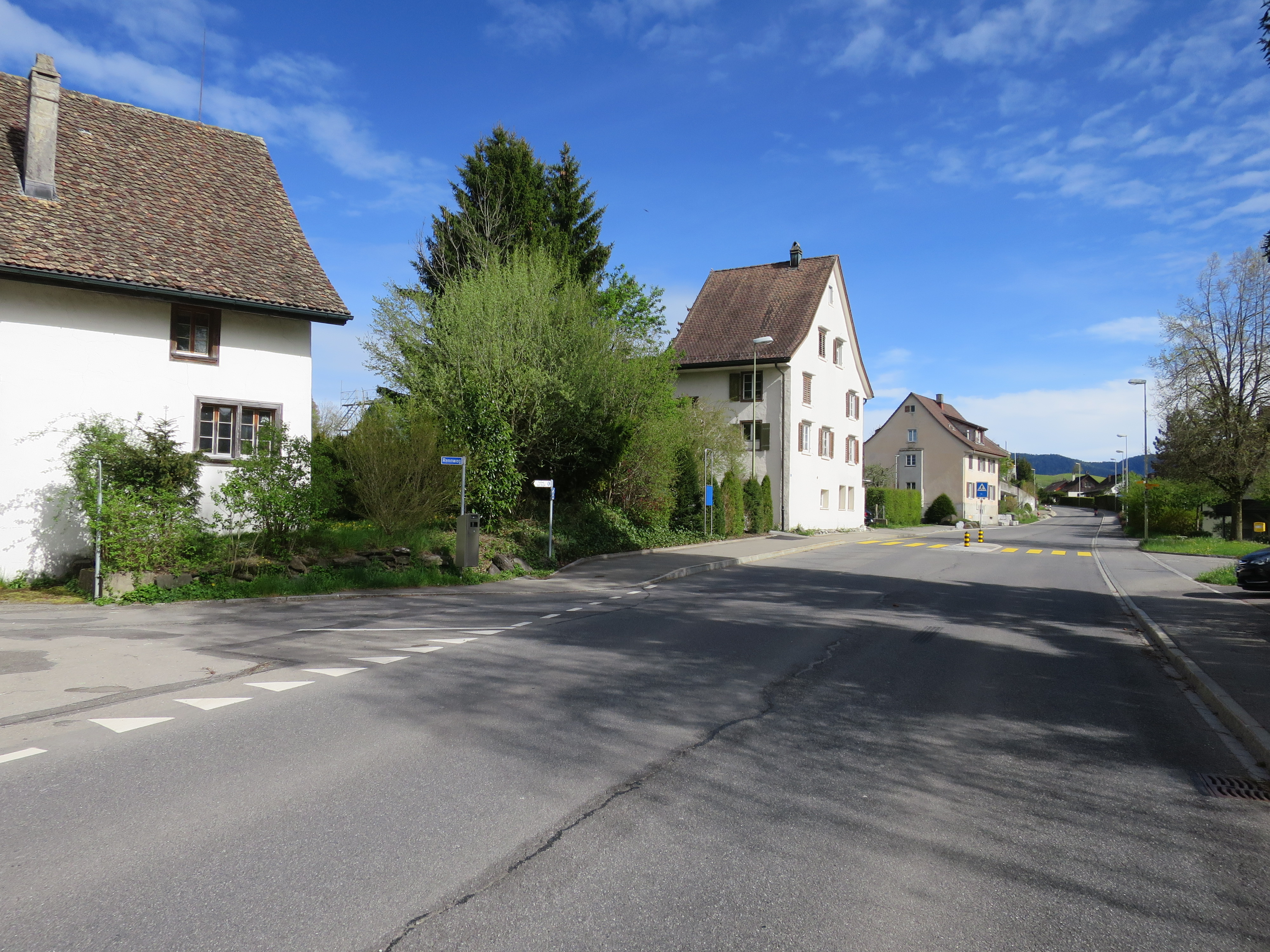
Schönenbergstrasse beim Dorfplatz
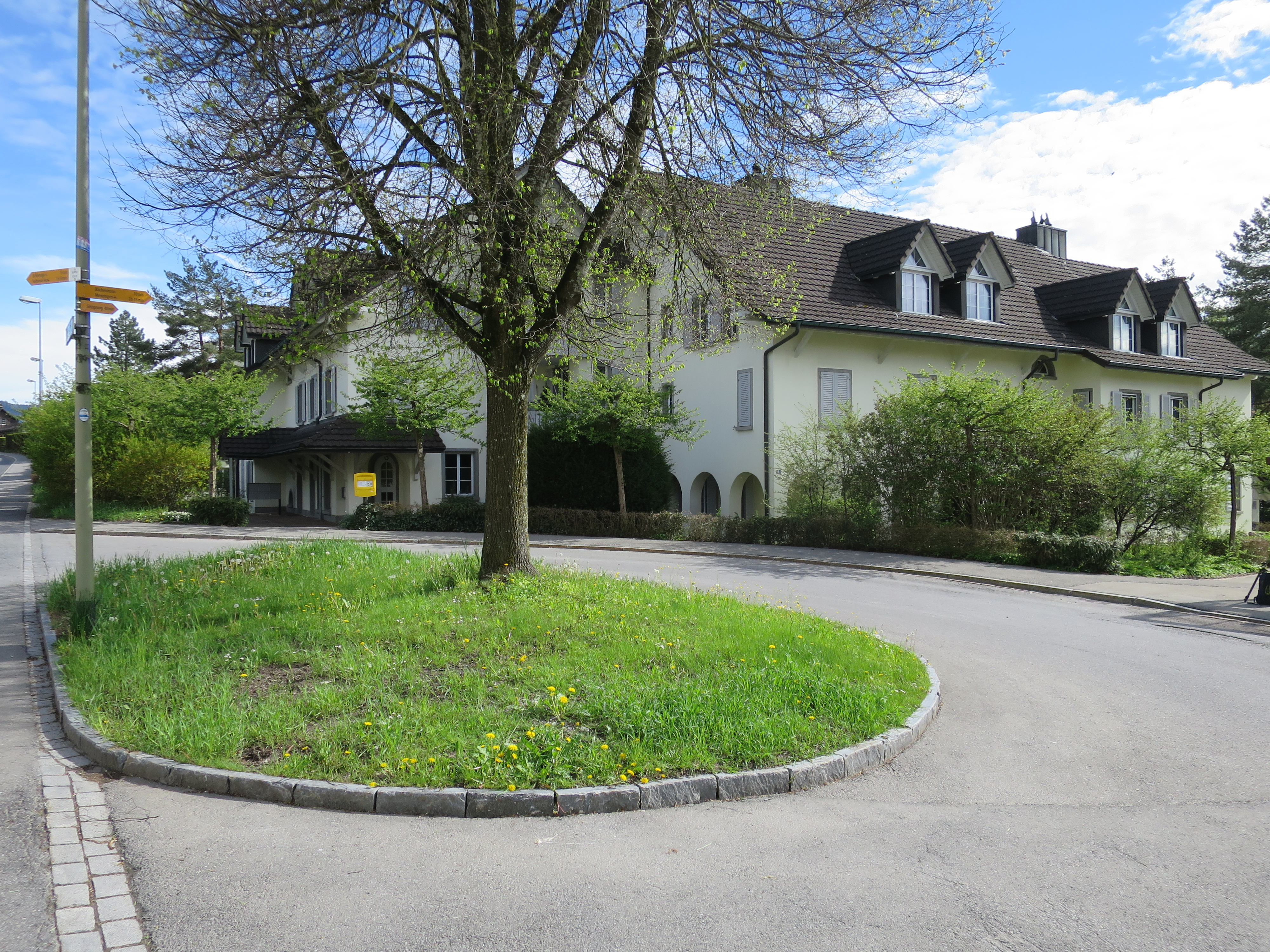
Der Dorfplatz aus den 1980er-Jahren
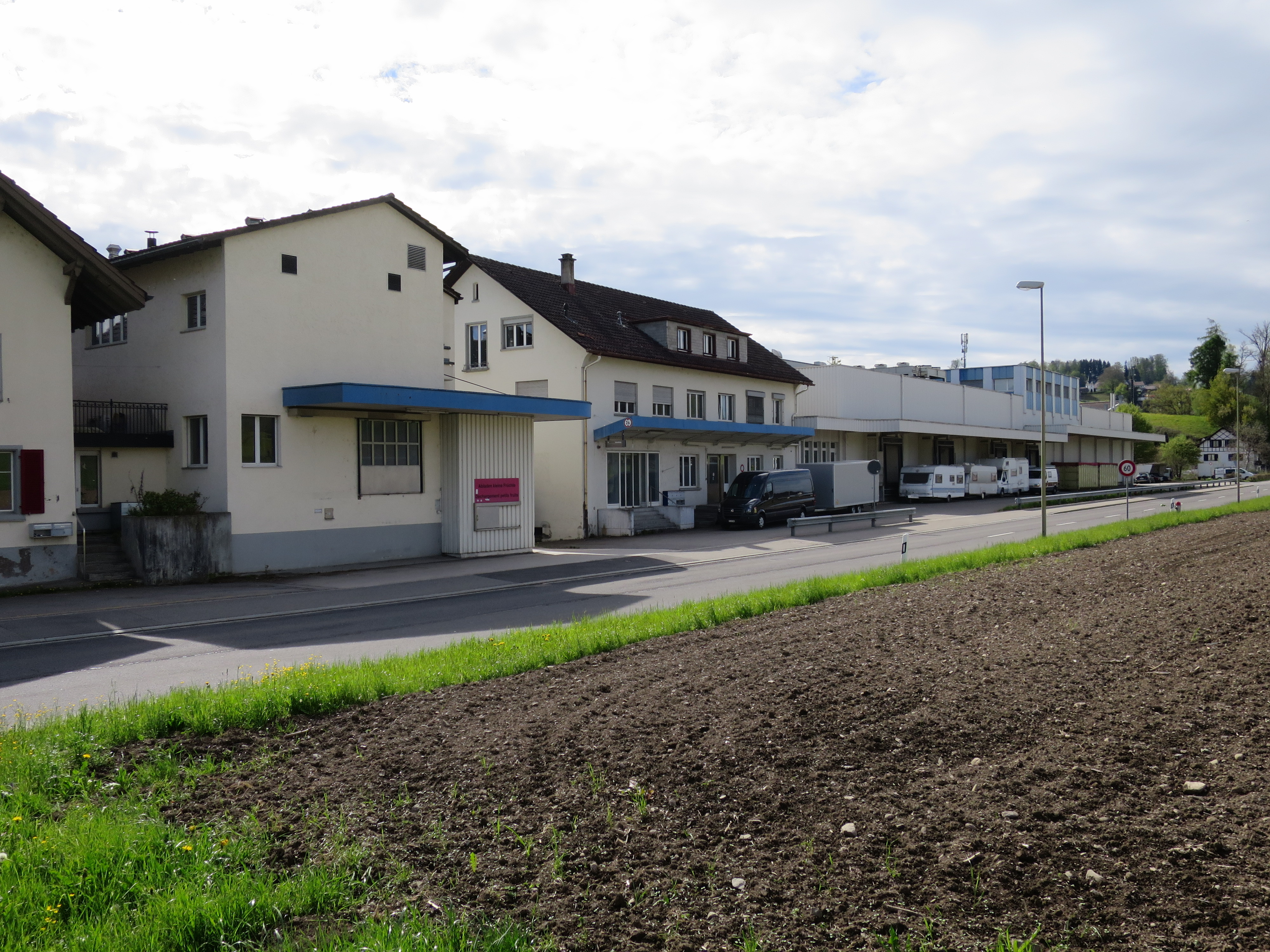
Die ehemaligen Molkereigebäude der Firma Hirz
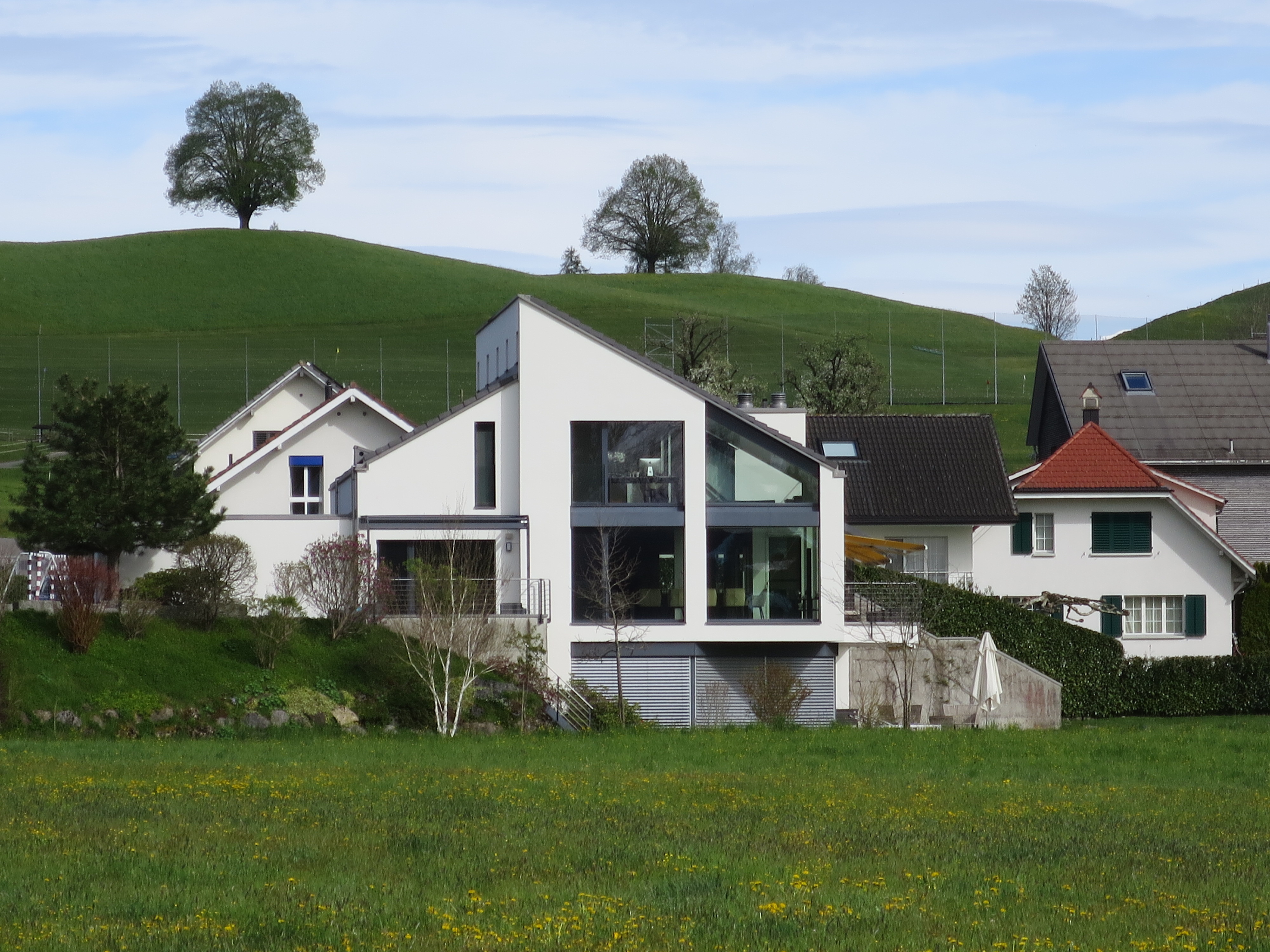
Zeitgenössische Bauten im Vorder Bächenmoos, im Hintergrund die regionaltypischen Linden auf den Drumlins
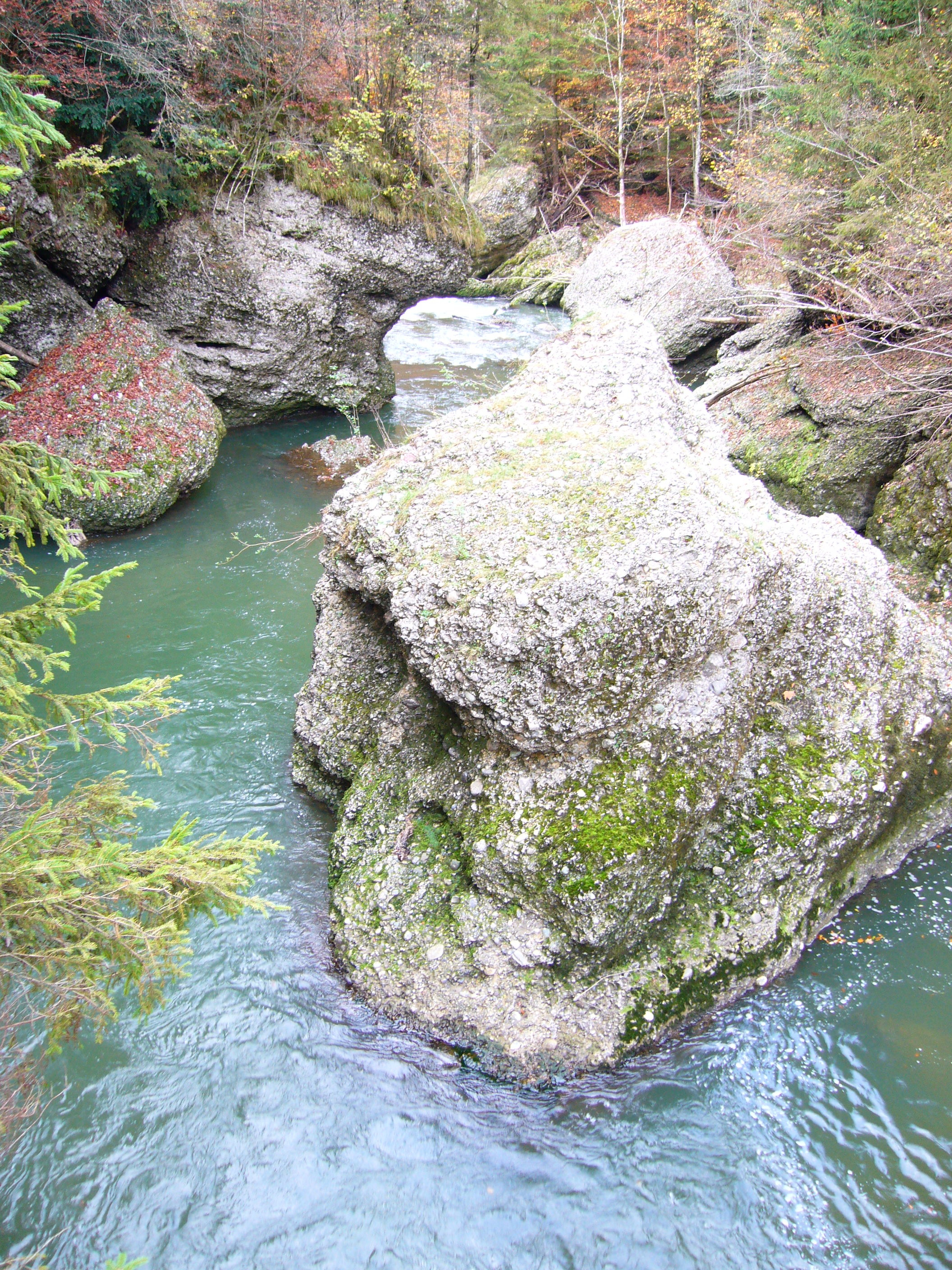
Nagelfluhschlucht am Sihlsprung